# جون جيمس جرانت
العميد جون جيمس (جيم) جرانت  (مواليد 17 يناير 1936) هو حاكم ليفتينانت في نوفا سكوشا.

## السيرة الذاتية
وُلد جرانت في نيو غلاسغو، نوفا سكوشا، ودرس في جامعة ماونت أليسون، ثم تخرج عام 1956 بدرجة بكالوريوس التجارة في المحاسبة والاقتصاد. ويعتبر محاسبًا صناعيًا مسجلاً.
التحق بوحدة مشاة بيكتو في عام 1951 وعمل في مناصب قيادية مختلفة في القوات المسلحة الكندية من بينها منصب نائب القائد، وقائد المنطقة في ميليشيا الأطلسي عام 1980،، وكبير المستشارين الاحتياطيين لقائد الجيش الكندي، ومسؤول المشروعات الخاصة عن رئيس مجلس الاحتياطيين بالمقرات الرئيسية لوزارة الدفاع.
وقد تم توظيفه كمسؤول في نظام تقليد وسام الاستحقاق العسكري عام 1979، وقائد في نظام تقليد الوسام عام 1988، وتم منحه جائزة نيشان القوات المسلحة الكندية بثلاثة إبزيمات. وتقاعد جرانت من الخدمة العسكرية في عام 1989.
كان جرانت حاكم نوفا سكوشا عن الكتائب الكندية لوكلاء العسكريين منذ 1986، وخدم كنائب الرئيس ثم الرئيس للجان عديدة. كما خدم أيضًا في المجلس الوطني، وفي لجان المجلس الوطني، وكعضو في الهيئة التنفيذية الوطنية. وأتم 25 عامًا من الخدمة في المجلس في يناير 2011.
تم تعيين جرانت حاكم ليفتنانت بنوفا سكوشا في 16 فبراير 2010 من قبل الحاكم العام لكندا ديفيد جونستون.